# Belfast Zoo
Koordinaten: 54° 39′ 21,6″ N, 5° 56′ 31,2″ W
Belfast Zoological Gardens (auch: Bellevue Zoo) ist ein Zoo bei Belfast, Nordirland. Er liegt an einer relativ abgeschiedenen Stelle auf dem Nordost-Hang des Cavehill, mit Blick über die Antrim Road.

## Organisation

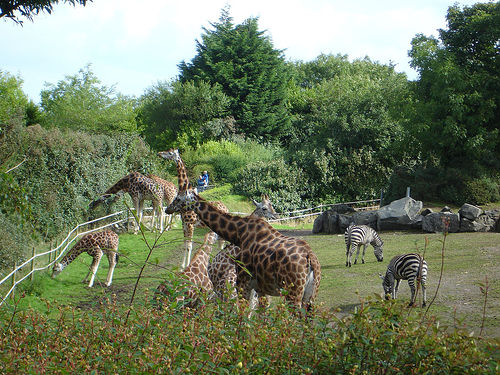
Das Gehege für Giraffen und Zebras

Der Belfast Zoo ist mit mehr als 300.000 Besuchern jährlich eine der Hauptattraktionen für Touristen in Nordirland und einer der wenigen kommunalen Zoos im Vereinigten Königreich. Er gehört dem Belfast City Council. Die Stadtverwaltung wendet jährlich ca. 1,5 Millionen Pfund für Unterhalt und Öffentlichkeitsarbeit auf. Der Betriebsablauf wird vom Parks and Leisure Committee, das von 20 Stadträten gebildet wird, beaufsichtigt.
Auf 22 ha (55 acre) präsentiert der Zoo ca. 1200 Tiere in 140 Arten. Der Großteil der gezeigten Tiere ist im natürlichen Lebensraum bedroht und der Zoo engagiert sich im Artenschutz, indem er sich an 90 europäischen und internationalen Erhaltungszuchtprogrammen beteiligt.

## Geschichte
Die Geschichte des Zoos ist verbunden mit der Entwicklung des Öffentlichen Personennahverkehrs in Belfast. Anfang des 20. Jahrhunderts gab es pferdebetriebene Straßenbahnen der Belfast Street Tramway Company nach Whitewell und Glengormley und dampfbetriebene am Cavehill und in Whitewell.
1911 wurden die Tramstrecken von der Belfast Corporation, der Vorgängerin des Belfast City Council übernommen. Die Corporation ließ die Bellevue Park Railway, eine Miniatur-Eisenbahn, einen Spielplatz und einen Freizeitgarten an der Endstation der Bahnlinie einrichten, um Kunden einen Anlass zu geben, die Bahn zu benutzen. Der Park wurde Bellevue Gardens („Schöne-Aussicht-Garten“) genannt.
In den 1920er und 1930er Jahren war dieser Park ein beliebtes Naherholungsziel. 1933 ließ die Corporation eine repräsentative zoologische Sammlung anlegen. 1934 entstand dann auf 4,9 ha auf beiden Seiten der Grand Floral Staircase ein zoologischer Garten, wo man stufenweise den Gipfel des Hügels erklimmen konnte, der sogenannte Bellevue Zoo.
150 Mann wurden angestellt, um die Anlage zu gestalten. Die Stufen sind heute noch von der Antrim Road aus sichtbar. Der Zoo wurde am 28. März 1934 von Crawford McCullough, dem Oberbürgermeister von Belfast, eröffnet. Das Unternehmen wurde vom Councillor R. J. R. Harcourt von der Belfast Corporation unterstützt und von George Chapman, einem Tierhändler und Zirkusunternehmer, mitgetragen.
Die Kosten beliefen sich auf 10.000 Pfund; bereits im ersten Jahr besuchten 284.713 Menschen den Zoo.

## Tierarten
| Primaten - Westlicher Flachlandgorilla - Bartaffe - Zwergseidenäffchen - Schwarzweißer Vari - Rotbauchmaki - Katta - Roter Vari - Kronenmaki - Kronensifaka - Rotsteißlöwenäffchen - Roter Springaffe - Schwarz-weiße Stummelaffen - Rotrückensaki - Weißkopf-Büschelaffe - Springtamarin - Zweifarbentamarin - Silbergibbon - Goldenes Löwenäffchen - Tonkin-Schwarzlangur - Kaiserschnurrbarttamarin - Braunkopfklammeraffe - Gemeiner Schimpanse - Lisztaffe - Roter Brüllaffe Weitere Säugetiere - Asiatischer Elefant - Brillenbär - Kalifornischer Seelöwe - Rotes Riesenkänguru - Visayas-Pustelschwein - Sitatunga - Berberlöwe - Sumatra-Tiger - Großer Ameisenbär - Weißrüssel-Nasenbär - Blessbock - Fleckenhalsotter - Rodrigues-Flughund - Kleiner Panda - Malaienbär - Mähnenwolf - Vikunja - Rothschildgiraffe - Schabrackentapir - Streifenhyäne - Kleiner Igeltenrek - Asiatische Goldkatze - Pinselohrschwein - Bongo (Antilope) - Grant-Zebra - Goodfellow-Baumkänguru - Fossa - Gewöhnliches Stachelschwein - Erdmännchen - Schwarzschwanz-Präriehund - Capybara - Eichhörnchen - Südpudu | Kakadus - Brillenkakadu - Gelbwangenkakadu - Inkakakadu - Molukkenkakadu - Rotschwanz-Rabenkakadu - Langschnabel-Rabenkakadu - Palmkakadu Weitere Vögel - Balistar - Blaukehlara - Riesentukan - Decken-Toko - Seeadler - Schleiereule - Chileflamingo - Blauer Pfau - Kragentaube - Seidenreiher - Kuhreiher - Weißhaubenturako - Luzon-Dolchstichtaube - Eselspinguin - Schopfpinguine - Andengans - Socorrotaube - Helmperlhuhn - Sonnenralle - Afrikanischer Strauß - Nandu - Eulenschwalm - Nördlicher Helmhokko - Rothaubenturako - Rotstirn-Blatthühnchen - Blaukappenhäherling - Sumbawadrossel - Coscorobaschwan - Rotbrust-Krontaube - Südafrika-Kronenkranich - Jungfernkranich - Straußwachtel - Gelbbrust-Pfeifgans - Halsband-Wehrvogel - Jägerliest - Damadrossel - Zweifarben-Fruchttaube - Rotschulterente - Schildturako - Temmincktragopan - Weißbrauenkuckuck | Reptilien - Grüne Wasseragame - Königspython - Griechische Landschildkröte - Jemenchamäleon - Köhlerschildkröte - Großer Madagaskar-Taggecko - Kuba-Schlankboa - Blauer Stachelleguan - Dosenschildkröten Weitere Tiere In einer Farmwerden Haustierrassen gezeigt: - Westafrikanische Zwergziege - Shetlandpony - amerikanische Zwergesel - Irish-Moiled-Rinder - Frettchen - Kaninchen - Tamworth-Schwein - Gloucestershire-Old-Spot-Schweine - Vorwerkhuhn - Truthühner - Berkshire-Schwein |

## Neuere Entwicklungen

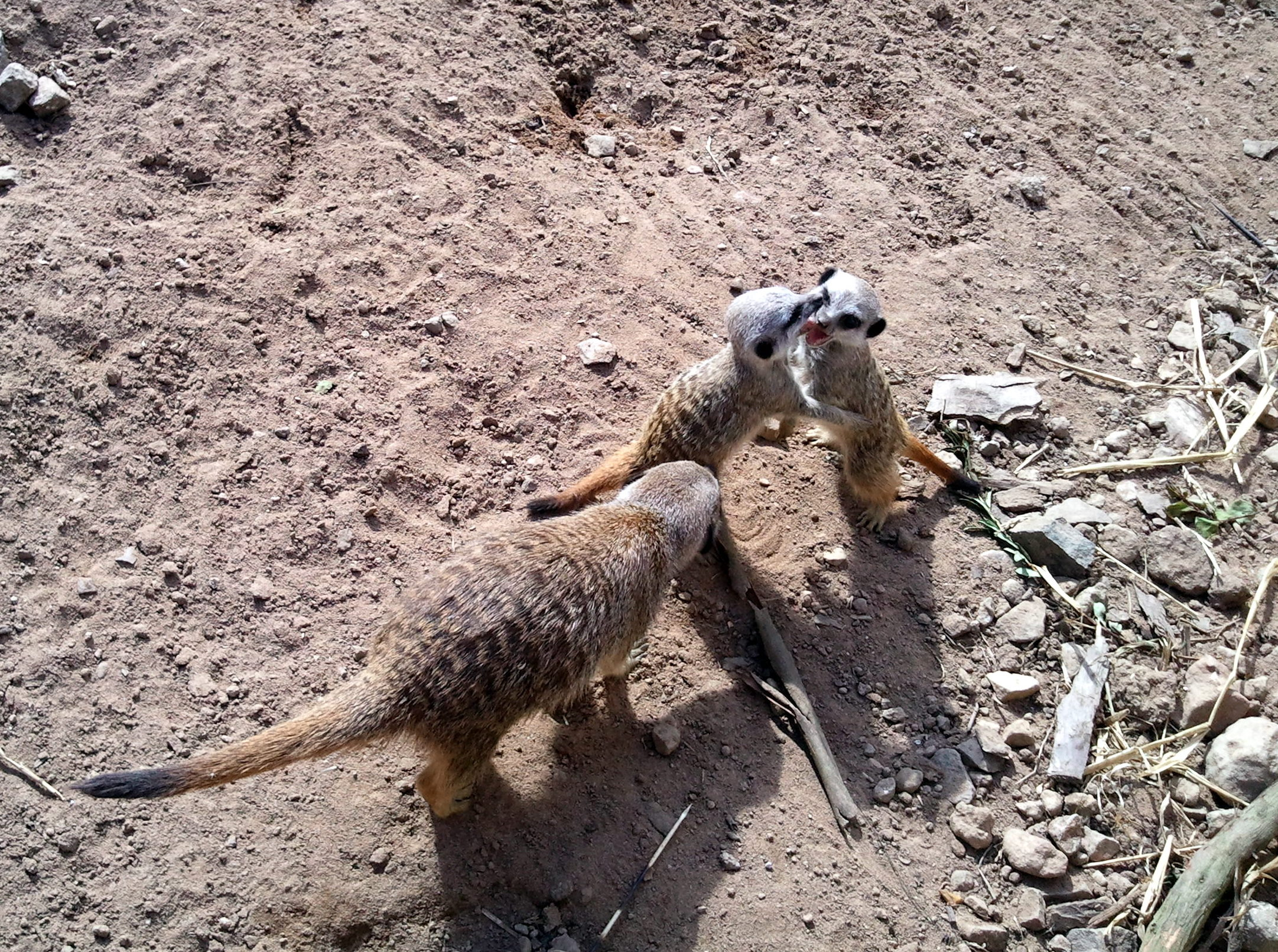
Erdmännchen in Belfast Zoo.

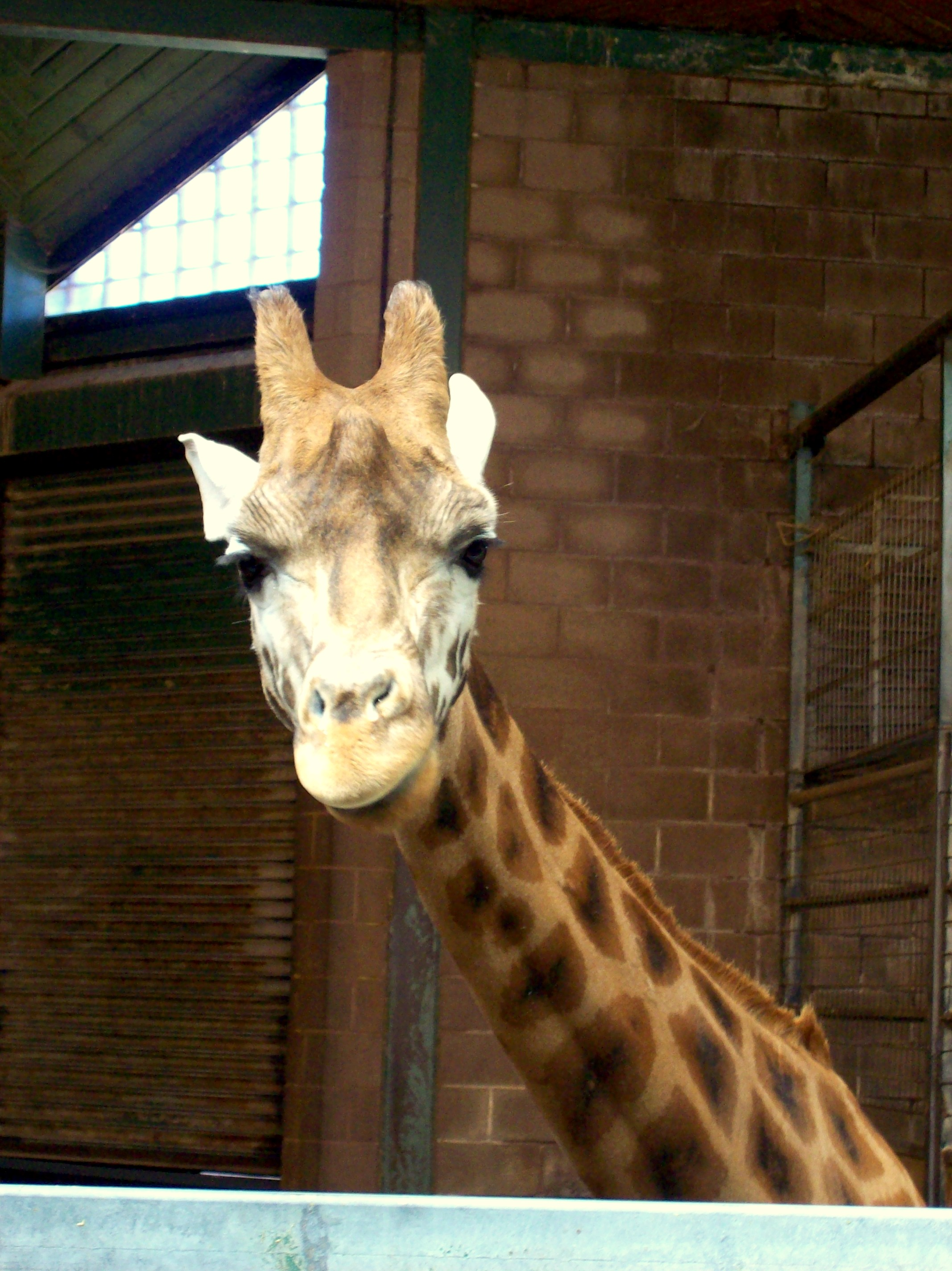
Eine Giraffe im Giraffen- und Elefantenhaus.

2007 wurde ein Berberlöwenjunges geboren, das erste in Irland. Es wurde von der Tierpflegerin Linda Frew von Hand aufgezogen. 2009 wurde Lily the lion an den Zoo im tschechischen Hodonín abgegeben.
2008 wurde ein neues Regenwaldhaus für Faultiere, Rodrigues-Flughunde und Köhlerschildkröten eröffnet. In der Großvoliere herrscht eine konstante Temperatur von 27 °C.
Für das 75-jährige Jubiläum 2009 wurden das Gehege der Flachlandgorillas erneuert und ein Besucherzentrum und ein Souvenirladen eröffnet. In dem lichtdurchfluteten Gebäude wird auch eine Multimedia-Präsentation zur Geschichte des Zoos und zur Fauna in Nordirland gezeigt.
Der Zoo erhielt 250.000 Pfund aus dem Tourism Development Scheme (TDS) des Northern Ireland Tourist Board und der Stadtrat erhöhte die Summe um 300.000  Pfund, damit ein neues Besucherzentrum gebaut werden konnte.
2009 wurden einige neue Tiere angeschafft, unter anderen der Sumatratiger Kabus und das einzige Baumkänguru im Vereinigten Königreich, Kwikila. Über 90 Jungtiere wurden in den verschiedenen Zuchtgruppen geboren. Erstmals überstieg die Besucherzahl auch die Marke von 302.000 Besuchern.
2010 wurden Indische Fischotter, Rote Springaffen und Riesentukane erworben sowie ein Sumatratiger-Weibchen für Kabus besorgt.
Seit 2009 gab es viele Zuchterfolge bei Tapiren, Kattas, Grantzebras, Kalifornischen Seelöwen, Schwarzschwanz-Präriehund, Braunkopfklammeraffe, Riesenkängurus und anderen.
2012 kamen zwei Bongos, ein Blessbock, eine Giraffe und ein Schimpanse zur Welt und 2013 wurden Springaffen, ein Faultier, ein Schimpanse und Lemuren geboren. Es wurden auch zwei Goodfellow-Baumkängurus erworben. Damit ist der Zoo Belfast einer von 22 Zoos weltweit, die diese Tiere zeigen.

## Floral Hall
Auf dem Zoogelände liegt ein Ballsaal im Stil des Art déco der 1930er Jahre, die Floral Hall. Sie war ein beliebtes Ausflugsziel und während des Zweiten Weltkrieges gab es eine Verdunklungsausrüstung, damit die Feste auch während der nächtlichen Verdunklungszeit weitergehen konnten. In den 1960er Jahren wurden Konzerte von Pink Floyd und Small Faces veranstaltet. Am 2. April 1972 wurde die Floral Hall für die Öffentlichkeit geschlossen. In den 1990er Jahren wurde sie unter Denkmalschutz gestellt und es werden Anstrengungen unternommen, die Halle zu renovieren.